# Ama Hemmah
Ama Hemmah (1938- 21 de noviembre de 2010) fue una anciana ghanesa que residía en Ajumako Asaeso, probablemente sufriendo un principio de Alzheimer o demencia senil, que falleció quemada viva por individuos que la acusaban de bruja. Este crimen recibió gran atención de los medios de comunicación tanto en Ghana como en el extranjero, y reactivó el debate público en Ghana en relación con la suerte de las personas víctimas de este tipo de acusaciones.

## Biografía
Ama Hemmah había nacido en 1938 y vivía en Ajumako Asaeso. Era una mujer pobre, a veces dedicada a la mendicidad. Según el testimonio de su hijo Stephen Kwame Offusu Yeboah, estaba en su sano juicio pero empezaba a manifestar pérdidas de memoria debido a su edad.

## Homicidio
El 19 de noviembre de 2010 había decidido ir a visitar por la tarde a uno de sus tres hijos que vivía en Tema. Su familia le habría desaconsejado emprender el viaje, ya que al haberse mudado recientemente era posible que no pudiera encontrar su nueva dirección. Sin embargo, ella se fue de madrugada antes de que se levantaran los demás miembros de la familia. Su hijo Yeboah, al ser informado, intentó ir a buscarla a la estación de autobús de Ajumako para traerla de vuelta a casa, pero su tentativa fracasó. Una habitante de Tema, ciudad situada a 25 km de Acra, testificó que la anciana se le acercó la mañana del día 20 de noviembre pidiéndole ayuda. Ama Hemmah le contó que se había perdido después de haberse dormido en el autobús durante el trayecto, y que no sabía si se había bajado en Tema. Ella le habría pedido comida y agua, así como dinero para poder volver a su pueblo. Después de haber recibido un trozo de pan, la anciana desorientada se habría marchado.
La tarde del mismo 20 de noviembre de 2010, Hemmah fue torturada en Tema por cinco personas que la acusaban de ser una bruja, hasta que confesara. Ni la víctima ni los agresores se conocían de nada.
El drama se inició cuando Ama Hemmah fue encontrada sentada en el cuarto de Emelia, hermana del pastor Samuel Fletcher Sagoe; Emelia estaba sola, sus hijos se encontraban en la escuela. Los cinco atacantes fueron el pastor pentecostal Samuel Fletcher Sagoe, de 55 años, Samuel Ghunney, un fotógrafo de 50 años, Emelia Opoku, 37 años, Nancy Nana Ama Akrofie, 46 años, y Mary Sagoe, 52 años. Retuvieron a la anciana cuatro horas torturándola para arrancarle la confesión de que se había colado en la casa para embrujarlos, hasta que finalmente la rociaron con gasolina y le prendieron fuego.
Una estudiante de enfermería, Deborah Pearl Adumoah, acudió en su auxilio y la envió a la comisaría de Community One. Desde allí fue trasladada al Hospital General de Tema, donde falleció al día siguiente.

## Consecuencias
A pesar de las creencias generales al respecto, las imágenes en los periódicos de la inofensiva abuela gravemente quemada conmocionaron e indignaron al público. Los principales sospechosos eran el pastor y el fotógrafo, que afirmaron haber intentado exorcizar a Ama Hemmah, sin practicar ninguna tortura. El aceite de unción utilizado en el rito de exorcismo se habría prendido por accidente al acercar una vela. Fueron procesados por homicidio. Otras cuatro personas fueron arrestadas en relación con el crimen, y después liberadas bajo fianza en espera del juicio.
El proceso fue instruido por la jueza Johana Yankson, que pospuso el procedimiento al 20 de diciembre de 2010, en espera de los resultados de la autopsia de la víctima.
En un artículo de agosto de 2020, el periodista Cameron Duodu protestó por el hecho de que diez años más tarde, aun no se había hecho justicia, a pesar de la resonancia mediática del crimen. Este periodista puso en entredicho a la policía así como a la Comisión de los derechos humanos y de la justicia administrativa (CHRAJ) creada en 1993 «como institución independiente concebida para proteger los derechos humanos y libertades fundamentales en Ghana». Según él la CHRAJ se movilizaría más a favor de las personas con un elevado nivel educativo, y no brindaría suficiente ayuda a las personas más desfavorecidas socialmente.

## Debates
En amplias zonas del África subsahariana, la creencia en la brujería y la magia negra todavía era muy fuerte a principios del siglo XXI, culpándola de provocar enfermedades, muertes, sequías, incendios y otros desastres naturales.
Según el periodista Cameron Duodu el crimen fue «motivado por el fanatismo religioso alimentado por el fanatismo evangélico».
Un artículo de NBC News de 2011 informando sobre la muerte de Hemmah relanzó en el país el debate sobre las acusaciones de brujería que algunos querrían volver ilegales, y sobre los «campamentos de brujas», que tendrían que ser cerrados. Según este mismo artículo, «la creencia en la brujería y los poderes sobrenaturales es común en todo Ghana y los países africanos y es animada a menudo por los pastores que predican en las numerosas iglesias carismáticas del país. Los temas sobrenaturales y la brujería estaban igualmente muy presentes en las películas y programas de televisión ghaneses y de todo África Occidental». Con respecto a los campamentos de brujas, el gobierno ghanés según un estudio de 2020 pensaba cerrarlos y actuar a favor de la reinserción en la sociedad de las mujeres acusadas de brujería, lo que presentaba gran dificultad debido a la superstición generalizada y las complicaciones que plantea la reintegración de las acusadas, temidas y odiadas.
Estos campamentos existían en el país al menos desde hacía un siglo, creados por los jefes de las aldeas en el norte de Ghana y a ellos eran forzosamente exiliadas a menudo violentamente por sus propias familias y vecinos, teniendo como objetivo ofrecer un asilo a las mujeres acusadas de «brujas» y por ello excluidas de su comunidad; sin embargo, las condiciones de vida eran deplorables, con acceso limitado o insuficiente a alimento, agua y atención médica en chozas espartanas sin luz eléctrica ni agua corriente. Dirigidos por un tindana, este se encarga de cuidar que no hagan daño con su presunta hechicería ni que nadie entre a hacerles daño a ellas. Los motivos son variados, en su gran mayoría son viudas y ancianas, que ya no pueden tener hijos o desafiaron los códigos de género; algunas sufren trastornos mentales o discapacidades físicas, o mantienen comportamientos excéntricos, algunas simplemente son víctimas de celos o envidias o de maridos que quieren deshacerse de ellas para tomar su herencia. El profesor Dzodzi Tsikata de la Universidad de Ghana explicó: "Los campamentos son una manifestación dramática de la situación de la mujer en Ghana. Las mujeres mayores se convierten en un objetivo porque ya no son útiles para la sociedad".
El jefe de los servicios de psiquiatría de Ghana, el doctor Akwesi Osei, evocó la necesidad de una campaña de información sobre los cambios psicológicos y físicos que acompañan a la menopausia y la vejez, ya que un alto porcentaje de la población tiene tendencia a asociar a la brujería comportamientos juzgados extraños pero que pueden explicarse científicamente.
El reverendo Cyril G. K. Fayose (de la Iglesia presbiteriana evangélica de Ghana) admitió la implicación de un pastor evangélico en el asesinato de Ama Hemmah; sin embargo, creía que el problema radicaba en las creencias animistas.